# Női 10 méteres szinkronugrás a 2014-es úszó-Európa-bajnokságon
A női 10 méteres szinkronugrást a 2014-es úszó-Európa-bajnokságon augusztus 19-én rendezték meg. Délelőtt a selejtezőt, délután pedig a döntőt.
A teljes mezőnyt csak három páros alkotta, melyből az orosz Jekatyerina Petuhova, Julija Tyimosinyina kettős került ki győztesen.

## Eredmény
| Helyezés | Ország       | Versenyző                                  | Selejtező | Selejtező | Döntő   | Döntő  |
| Helyezés | Ország       | Versenyző                                  | Rangsor   | Pontok    | Rangsor | Pontok |
| -------- | ------------ | ------------------------------------------ | --------- | --------- | ------- | ------ |
| Arany    | Oroszország  | Jekatyerina Petuhova / Julija Tyimosinyina | 2.        | 303,39    | 1.      | 314,70 |
| Ezüst    | Németország  | Maria Kurjo / My Phan                      | 1.        | 305,67    | 2.      | 290,01 |
| Bronz    | Magyarország | Kormos Villő / Reisinger Zsófia            | 3.        | 280,68    | 3.      | 279,48 |